# جانوس بيلسكوف جانسين
جانوس بيلسكوف جانسين (بالدنماركية: Janus Billeskov Jansen)‏ (و. 1951  م) هو مونتير، وكاتب سيناريو دنماركي، ولد في فريدريكسبرج.

## وصلات خارجية
- جانوس بيلسكوف جانسين على موقع IMDb (الإنجليزية)
- جانوس بيلسكوف جانسين على موقع قاعدة بيانات الأفلام العربية
- جانوس بيلسكوف جانسين على موقع ألو سيني (الفرنسية)
- جانوس بيلسكوف جانسين على موقع أول موفي (الإنجليزية)
- جانوس بيلسكوف جانسين على موقع قاعدة بيانات الأفلام السويدية (السويدية)
- جانوس بيلسكوف جانسين على موقع قاعدة بيانات الفيلم (الإنجليزية)
- جانوس بيلسكوف جانسين على موقع كينوبويسك (الروسية)